# Jon Freeman
Jonathan B. Freeman es un psicólogo estadounidense especializado en neurociencia de la percepción social y la cognición social, y reconocido en el campo de la psicología por su metodología de seguimiento del cursor del ratón en la ciencia cognitiva. Su investigación se centra en los mecanismos cognitivos y neuronales que subyacen a los juicios sociales en fracciones de segundo y su impacto en el comportamiento. Es profesor asociado de psicología en la Universidad de Columbia. 

## Trayectoria
Freeman se licenció en psicología en la Universidad de Nueva York en 2007, donde estudió por primera vez psicología social. Posteriormente, se doctoró en la Universidad de Tufts en 2012, donde trabajó con Nalini Ambady. Tras doctorarse, trabajó la facultad de Dartmouth College como profesor asistente. Se mudó a la Universidad de Nueva York como profesor asistente en 2014, donde fue ascendido a profesor asociado en 2018 y se trasladó a la Universidad de Columbia como profesor asociado en 2022. Dirige el Laboratorio de Ciencias Sociales Cognitivas y Neurales. Su investigación combina paradigmas conductuales con modelos computacionales y técnicas de neuroimagen humana como la resonancia magnética funcional.
Freeman investiga cómo formamos juicios sociales y primeras impresiones. En particular, su trabajo ha demostrado que, debido a que las señales faciales son a menudo complejas y ambiguas, múltiples percepciones “parciales” deben competir inicialmente entre sí durante fracciones de segundo. Se argumenta que esta competición dinámica es fundamental para la capacidad de formar juicios sociales. Propuso un marco teórico conocido como "modelo interactivo dinámico" que postula una interacción flexible entre la cognición social y la percepción visual, y su trabajo ha demostrado que los estereotipos y otros tipos de conocimiento social o emocional pueden afectar el procesamiento visual. Un ejemplo es cómo los estereotipos se convierten en expectativas que impactan los prototipos visuales y crean distorsiones en cómo se perciben los rostros. Su investigación ha demostrado que las suposiciones tácitas sobre grupos sociales, emociones o personalidad pueden influir en la forma en la que percibimos visualmente y representamos internamente los rostros de los demás. Se cree que estos efectos están impulsados por interacciones específicas entre la circunvolución fusiforme, la corteza orbitofrontal y el lóbulo temporal anterior.
Freeman estudia otros temas de neurociencia social relacionados con la cognición social, las emociones y la toma de decisiones. Por ejemplo, ha examinado los mecanismos subyacentes a la adquisición y reversión de prejuicios inconscientes, la respuesta del cerebro a las expresiones faciales o la confiabilidad de una persona fuera de la conciencia, y el impacto de los juicios de fracciones de segundo en los resultados del mundo real.
Desarrolló el MouseTracker, un software que rastrea la toma de decisiones en el cerebro durante cientos de milisegundos analizando la trayectoria del movimiento de la mano dirigido por la respuesta de un sujeto humano a través del cursor del ratón de ordenador. Esto permite a los investigadores evaluar el proceso en tiempo real de las tareas cognitivas. Mas de 3000 investigadores en varias disciplinas han usado el MouseTracker. El trabajo de Freeman ha ayudado a establecer y popularizar la técnica de seguimiento del ratón en la ciencia cognitiva.
Freeman forma parte del consejo editorial de la revista académica Social Cognitive and Affective Neuroscience. Anteriormente, fue editor asociado de la publicación científica Personality and Social Psychology Bulletin.

### Defensa y servicio académico
Freeman escribió un comentario para la revista Nature sobre cómo los prejuicios y los entornos no favorables para la ciencia, la tecnología, la ingeniería y las matemáticas (STEM, por sus siglas en inglés) obstaculizan las carreras de las personas LGBT en los campos STEM y, sin embargo, este grupo a menudo queda fuera de las iniciativas de diversidad. Señaló que las personas LGBT en STEM están menos representadas de lo esperado estadísticamente, informan de experiencias negativas en el lugar de trabajo y abandonan los campos STEM en un alto porcentaje.Consciente de la importancia de disponer de datos exhaustivos, dirigió una iniciativa de colaboración con el apoyo de 17 organizaciones científicas, incluida la Asociación Estadounidense para el Avance de la Ciencia, para solicitar a la Fundación Nacional de Ciencias que incluyera preguntas demográficas sobre orientación sexual e identidad de género en sus encuestas sobre el personal de STEM en Estados Unidos. Los datos LGBT de estas encuestas son fundamentales para que los investigadores y los responsables políticos puedan comprender y abordar las posibles disparidades y desventajas de las personas LGBT de Estados Unidos. Por ejemplo, los datos de estas encuestas son necesarios para la documentación oficial de los grupos infrarrepresentados en STEM y la posible asignación de recursos federales. La Fundación Nacional de Ciencias está probando estas preguntas para futuras encuestas.

## Reconocimientos
- 2014 – Los 30 mejores pensadores menores de 30 años de la revista Pacific Standard Magazine.[3]
- 2015 – 30 menores de 30 de la revista Forbes.[32]
- 2015 – Premio Rising Star de la Association for Psychological Science.[33]
- 2016 – Premio SAGE para Jóvenes Académicos de la Foundation for Personality & Social Psychology.
- 2016 – Premio a la Trayectoria Profesional Destacada de la International Social Cognition Network.[34]
- 2016 – Premio a la Innovación de la Social and Affective Neuroscience Society.
- 2017 – Premio CAREER de la Fundación Nacional de Ciencias.[35]
- 2017 – Premio a la Trayectoria Profesional Destacada de la Society for Social Neuroscience.
- 2019 – Premio Janet T. Spence de la Association for Psychological Science a la contribución transformadora en los inicios de la carrera profesional.[36]
- 2019 – Científico LGBTQ del Año, National Organization of Gay and Lesbian Scientists and Technical Professionals.[29]